# Пилип Володимирович
Пилип Володимирович (після 1178 — до 1239) — згаданий на поз.26 Любецького синодика князь з роду чернігово-сіверських Ольговичів. Княже ім'я Пилипа, найбільш впізнаване для початку XIII століття, за яким він міг згадуватися в літописах, невідоме.

## Походження
Істориками вважається старшим сином Володимира Святославича вщизького із старшої гілки, який отримав уділ 1201 року після смерті батька, або ототожнюється з Ізяславом Володимировичем (нар. 1186/7) з молодшої гілки, який міг княжити в Путивлі та Новгороді-Сіверському з 1210-х років і не пізніше 1261 року. В останньому випадку міг загинути в битві на Калці (1223).
При цьому згадані на поз.31-34 Любецького синодика серед князів наступного покоління Борис, Давид, Андрій і Дмитро-Святослав були також або синами Володимира вщизького, або синами Володимира Ігоровича, в обох випадках молодшими братами Пилипа.
За версією Леонтія Войтовича Пилип помер до монгольської навали (1239), а інші Володимировичі загинули під час нього. Історики роблять такий висновок, виходячи з міської легенди, за з якою під час нашестя загинув вщизький князь із чотирма синами.
У синодику згадано дружину Пилипа Агафію. Відомостей про нащадків не збереглося.

### Генеалогічне дерево (імовірне)
- Олег Святославич (1115)
  - Всеволод Ольгович (1146)
    - Святослав Всеволодович (1194)
      - Володимир Святославич (1201)
        - Пилип Володимирович
        - Борис
        - Давид
        - Андрій
        - Дмитро-Святослав?

  - Святослав Ольгович (1164)
    - Ігор Святославич (1201)
      - Володимир Ігорович
        - Ізяслав-Пилип Володимирович